# 长水街道 (嘉兴市)
长水街道是中华人民共和国浙江省嘉兴市南湖区下辖的一个街道办事处。

## 行政区划
长水街道下辖以下村级行政区划单位：
府南社区、中南社区、石堰社区、南湖村、腾字圩村、缪家圩村、永丰村、建成村、兴明村和南江村。